# Messier 84
Messier 84 (M84 ili NGC 4347) je divovska lećasta galaktika u središtu skupa Virga. Otkrio ju je Charles Messier 18. ožujka 1781. godine. Iste noći otkrio je još 7 magličastih objekata na istom dijelu neba, sve pripadnike skupa Virga. 

## Svojstva
Nalazi se na udaljenosti od 60 ± 3 milijuna svjetlosnih godina. Njene prividne dimenzije od 6,5' x 5,6' odgovaraju stvarnim dimenzijama od 113.500 x 98.000 svjetlosnih godina. M84 nalazi se u samom središtu skupa Virga. U njenoj neposrednoj blizini nalaze se još dvije divovske galaksije, M86 i M87. M84 je ujedno i početak niza galaktika poznatog pod imenom Markarianov lanac. 
Istraživanja u radio spektru i teleskopom Hubble otkrivena su dva mala mlaza materijala. Uzrok tim mlazovima materijala je vjerojatno supermasivna crna rupa u središtu galaksije. Masa crne rupe je oko 300 milijuna puta veća od mase Sunca. Ta silna masa je koncentrirana u prostoru manjem od 26 svjetlosnih godina u promjeru.
Do danas su otkrivene tri supernove u galaksiji. Najsjajnija od njih je bila 1957B s prividnim sjajem od magnitude + 13.

## Amaterska promatranja
U 200 milimetarskom teleskopu, M84 je sjajna eliptična mrlja sa sjajnim središtem. Nikakvi detalji se ne mogu vidjeti na njenoj površini. Galaksiju se lako uočava zbog prividnog sjaja od magnitude + 9,1.

## Vanjske poveznice
- (engl.) SEDS: NGC 4374
- (engl.) Revidirani Novi opći katalog
- (engl.) Izvangalaktička baza podataka NASA-e i IPAC-a
- (engl.) Astronomska baza podataka SIMBAD
- (engl.) VizieR
- (hrv.) Skica M84